# Ministère de l'Économie et des Finances (Guinée)
Pour les autres articles nationaux ou selon les autres juridictions, voir ministère de l'Économie et des Finances.
Le ministère de l’Economie et des Finances de Guinée a été fondé en 1958 à la veille de l'accession du pays à l'indépendance. 
Le dirigeant est Mourana Soumah depuis le 13 mars 2024.

## Historique
Le ministère a pour vocation historique la gestion des finances publiques. C'est le 30 avril 1959 qu'à été créé, pour la première fois de manière explicite, un ministère ayant pour attribution à la fois la gestion des finances publiques ainsi que la mise en œuvre de la politique économique de la Guinée, sous le nom de Ministère des Finances, des Affaires Économiques et du Plan. Son intitulé et ses attributions précises ont depuis varié au gré des changements de gouvernements.
Le 5 septembre 2022, le ministère prend le nom de Ministère de l'économie, des Finances et du Plan. Le 8 novembre 2022, le ministère change de nom pour devenir le Ministère de l'économie et des Finances.

## Attributions[3]
Dans le cadre de ses attributions, le ministère de l’Économie et des Finances est chargé de l’orientation générale de la politique économique et financière du Gouvernement et de la gestion du patrimoine de L’État. Plus précisément, les principales missions du ministère sont :
- De concevoir, élaborer et mettre en œuvre la politique du Gouvernement en matière de finances publiques ;
- D’élaborer et de veiller à l’application de la règlementation des jeux à but lucratif ;
- D’assurer la mobilisation des recettes non fiscales ;
- D’élaborer et assurer l’application de la réglementation sur les marchés publics ;
- D’assurer la collecte, l’analyse et la diffusion de l’information économique et financière ;
- De représenter l’État aux négociations avec les partenaires au développement et de signer les conventions et accords financiers ;
- De définir la politique d’endettement public et de veiller à son application ;
- D’assurer le contrôle de la gestion des finances publiques ;
- D’assurer la surveillance des participations financières de l’État ;
- D’assurer la tutelle financière des entreprises publiques et celles à participation publique ;
- De participer à la promotion des investissements privés ;
- De participer à l’élaboration de la réglementation sur le système financier ;
- De participer aux études diagnostiques et perspectives permettant la conception, l’élaboration, le suivi et l’évaluation des politiques publiques ;
- De participer à l’élaboration des lois de finances et au suivi de leur exécution ;
- De participer à la fixation des objectifs de politique monétaire et de change en collaboration avec les autorités monétaires ;
- De prendre en compte la dimension environnementale dans les programmes et projets du secteur ;
- De promouvoir le genre et l’équité dans les activités du secteur.

## Administrations[4]
Le Ministère de l’Economie et des Finances comprend en son sein :
·      Un Secrétaire General ;
·      Un Cabinet ;
·      Des Services d’Appui ;
·      Des Directions Nationales ;
·      Des Services Rattachés ;
·      Des Programmes et Projets Publics ;
·      Des Services Déconcentrés ;
·      Un Organe Consultatif.
Le Cabinet comprend :
·      Un Chef de Cabinet
·      Un Conseiller Juridique
·      Un conseiller chargé des Questions Economiques et Monétaires ;
·      Un Conseiller Chargé des Finances Publiques ;
·      Un conseiller chargé de Mission ;
·      Un Attaché de Cabinet.
Les Services D’Appui sont :
·      L’inspection General des Finances
·      Le Bureau de Stratégie et de Développement ;
·      Le Centre de Documentation et des Archives ;
·      La Cellule Communication et Relations Extérieures ;
·      Le Service de Modernisation des Systèmes d’Information ;
·      Le Service Genre et Equité ;
·      Le Service Hygiène, Santé et Sécurité ;
·      La Division des Ressources Humaines ;
·      La Division des Affaires Financières ;
·      Le Secrétariat Central ;
·      Le Service Accueil et Information ;
·      La Cellule Technique de Suivi des Programmes ;
·      Le service Formation.
Les Directions Nationales sont :
- La Direction Nationale des Etudes Economiques et Prévisions ;
- La Direction Nationale du Trésor et de la Comptabilité Publique ;
- La Direction Nationale des Marchés Publics ;
- La Direction Nationale de la Dette et de l’Aide Publique au Développement ;
- La Direction Nationale du Contrôle Financier ;
- La Direction Nationale du Patrimoine de l’Etat et des Investissements Privés.

Les Programmes et Projets Publics sont ceux initiés dans les domaines d’interventions spécifiques du Ministère
Les Services Déconcentrés sont :
- Les Inspections Régionales des Finances ;
- Les Directions Régionales des Marchés Publics ;
- Les Directions Préfectorales Des Marchés Publics ;
- Les Trésoreries principales Régionales ;
- Les Trésoreries Préfectorales ;
- Les Agences Comptables.

L’Organe Consultatif est le conseil de discipline.

## Titulaires depuis 2010
| Nom | Nom              | Dates du mandat | Dates du mandat | Gouvernement(s)       |
| --- | ---------------- | --------------- | --------------- | --------------------- |
|     | Kerfalla Yansané | 15/02/2010      | 15/01/2014      | Doré et Saïd Fofana I |
|     | Mohamed Diaré    | 24/01/2014      | 26/12/2015      | Saïd Fofana II        |
|     | Malado Kaba      | 26/12/2015      | 17/05/2018      | Youla                 |
|     | Mamadi Camara    | 26/05/2018      | 05/09/2021      | Kassory I et II       |
|     | Lanciné Condé    | 29/10/2021      | 20/08/2020      | Béavogui              |
|     | Moussa Cissé     | 20/08/2020      | 19/02/2024      | Bernard Goumou        |
|     | Mourana Soumah   | 19/3/2024       | En cours        | Bah Oury              |